# Rua dos Clérigos
A Rua dos Clérigos é um arruamento na freguesia de Vitória da cidade do Porto, em Portugal.

## História
Via que estabelecia a ligação entre a porta de Santo Elói e a porta do Olival, pelo lado externo às Muralhas Fernandinas do Porto, foi durante muitos séculos chamada "calçada da Natividade". O seu nome original foi buscá-lo à antiquíssima capela de Nossa Senhora da Natividade que, até 1836, existiu na praça Nova (atual praça da Liberdade).
Em 1731 foram doados uns terrenos baldios à Irmandade dos Clérigos Pobres — constituída pela fusão das confrarias de São Pedro ad Vincula, de São Filipe Néri e de Nossa Senhora da Misericórdia — para aí edificar a sua igreja, a igreja dos Clérigos, a grande obra de Nicolau Nasoni, cuja torre é o ex libris da cidade do Porto.
O logradouro em torno do novo templo passou então a designar-se por "largo dos Clérigos". Por 1860, quando foi nomeado governador civil do Porto o visconde de Gouveia, impôs-lhe o nome atual de "rua dos Clérigos".
O desenvolvimento do bairro das Carmelitas, a construção do mercado do Anjo, da Academia Politécnica e do hospital de Santo António, valorizaram a rua dos Clérigos como principal via de acesso a partir da Baixa, localizada em torno da atual praça da Liberdade. A partir de meados do século XIX, os Clérigos assumiram-se como uma das mais importantes ruas comerciais da cidade do Porto.